# 테티 (사르데냐)
테티(Teti)는 이탈리아의 사르데냐 주 누오로도에 있는 코무네이다. 칼리아리에서 북쪽으로 약 100 킬로미터 (62 mi), 누오로에서 남서쪽으로 약 30 킬로미터 (19 mi) 떨어져 있다. 2004년 12월 31일 기준으로 인구는 784명이며 면적은 43.9 제곱킬로미터 (16.9 mi2)이다.
테티는 다음 지방 자치체와 접해 있다: 아우스티스, 올롤라이, 올차이, 오보다, 티아나.